# Jagdstaffel 64

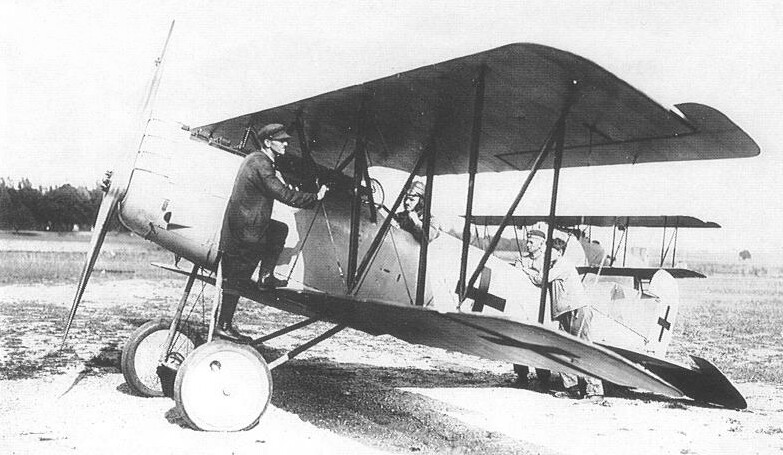
Pfalz D.XII

Jagdstaffel 64 – Königlich Württembergische Jagdstaffel Nr. 64 – Jasta 64w jednostka lotnictwa niemieckiego Luftstreitkräfte z okresu I wojny światowej.

## Informacje ogólne
Jednostka została utworzona 23 stycznia 1918 roku we Fliegerersatz Abteilung Nr. 10 w Böblingen koło Stuttgartu. Pierwszym dowódcą eskadry został ppor. August Hanko z Jagdstaffel 28. Gotowość bojową uzyskała na początku lutego. Rozpoczęła działania bojowe 4 lutego z lotniska Mercy-le-Haut w obszarze 5 Armii.
Pierwsze zwycięstwo eskadry uzyskał 14 marca jej późniejszy dowódca Friedrich Hengst, który także odniósł ostatnie zwycięstwo jednostki 5 listopada 1918 roku.
Od 22 marca eskadra została przydzielona w obszar działania Armee-Abteilung „C”, z którą pozostała do końca wojny..
Eskadra walczyła między innymi na samolotach Pfalz D.XII, Fokker D.VII.
Jasta 64 w całym okresie wojny odniosła ponad 20 zwycięstwa nad samolotami nieprzyjaciela. W okresie od lutego 1918 do listopada 1918 roku jej straty wynosiły 2 pilotów w niewoli i 3 rannych.
Łącznie przez jej personel przeszło 3 asów myśliwskich:
Friedrich Hengst (4), Eugen Siempelkamp (2), August Hanko

## Dowódcy Eskadry
| Stopień      | Nazwisko          | Okres                   |
| ------------ | ----------------- | ----------------------- |
| Podporucznik | August Hanko      | 24.01.1918 – 07.07.1918 |
| Porucznik    | Eugen Siempelkamp | 07.07.1918 – 14.09.1918 |
| Podporucznik | Friedrich Hengst  | 14.09.1918 – 11.11.1918 |

## Ciekawostki
W Jasta 64 służył Polak Antoni Wronecki, który 14 kwietnia 1918 roku zdezerterował z eskadry i w czasie ucieczki do Francji został zestrzelony. Po rekonwalescencji wstąpił do polskich jednostek lotniczych tworzonych przy Armii Polskiej we Francji gen. Józefa Hellera.